# جبل تساكفوا
جبل تساكفوا هو جبل يقع في غرب القوقاز وهو أعلى نقطة في كراسنودار كراي، روسيا. يبلغ ارتفاعه 3346 متر فوق سطح البحر.